# 父さんはオジロジカ・ハンター
『父さんはオジロジカ・ハンター』（とうさんはオジロジカハンター、The Legacy of a Whitetail Deer Hunter）は、2018年のアメリカ合衆国のコメディ映画。監督はジョディ・ヒル。出演はジョシュ・ブローリン、ダニー・マクブライド、モンタナ・ジョーダン。2018年3月10日にサウス・バイ・サウスウエストでプレミア上映された後、同年7月6日にNetflixで配信された。

## ストーリー
オジロジカハンターとして名高いバック・ファーガソンは、数年前に妻と離婚して一人息子のジェイデンとも離れて暮らしていた。そのジェイデンに鹿狩りの楽しさを教えるため、バックは自身の番組の撮影クルーであり親友のドンと三人で森の奥へと進むのだった。ところが、難しい年頃のジェイデンは自分勝手な性格のバックに対して反抗的な態度を取り、鹿狩りに対しても真剣に取り組もうとせず、バックは苛立ちを募らせる。それが原因でドンとも喧嘩別れをしてしまったバックだったが、ついに彼とジェイデンは大物の鹿を狙うチャンスに遭遇する。しかし、そこで思いもよらないアクシデントが発生してしまう。

## キャスト
※括弧内は日本語吹替
- バック・ファーガソン - ジョシュ・ブローリン（高木渉）
- ドン - ダニー・マクブライド（上田燿司）
- ジェイデン・ファーガソン - モンタナ・ジョーダン（英語版）（ラヴェルヌ知輝）
- グレッグ - スクート・マクネイリー[2]（佐々木義人）
- リンダ - キャリー・クーン[3]（西川侑津佳）

## 製作・公開
2015年6月、ダニー・マクブライドとジョシュ・ブローリンが本作に出演すると報じられた。10月、本作の主要撮影が始まった。11月、モンタナ・ジョーダンの出演が決まった。2016年1月、スクート・マクネイリーがキャスト入りした。
2018年3月10日、本作はサウス・バイ・サウスウェストでプレミア上映された。

## 評価
本作に対する批評家からの評価は芳しいものではない。映画批評集積サイトのRotten Tomatoesには15件のレビューがあり、批評家支持率は33%、平均点は10点満点で5.2点となっている。また、Metacriticには10件のレビューがあり、加重平均値は52/100となっている。